# HC Lev Poprad
Le HC Lev est un club professionnel de hockey sur glace de Poprad en Slovaquie.

## Historique
L'équipe, basée à Hradec Králové en République tchèque, est créée en 2010 sous le nom de HC Lev Hradec Králové et a pour but d'intégrer la Kontinentalnaïa Hokkeïnaïa Liga (KHL). La Fédération de République tchèque de hockey sur glace refuse de donner sa permission au club de participer saison 2010-2011. Il est donc relocalisé à Poprad en Slovaquie. Une décision préliminaire l'accepte dans la ligue. Fin juillet 2010, le conseil d'administration de la KHL a cependant estimé que son entrée dans la ligue se fera en 2011-2012, le temps d'accomplir les formalités juridiques et que le club satisfasse les exigences des règles de la ligue. Il s'agit de la première équipe implantée en dehors de l'ex-URSS.  l'équipe évolue dans la Tatravagónka Arena. À l'issue de sa première saison, sa licence est récupérée par le HC Lev Prague qui déménage à Prague en République tchèque.

### Saison en KHL
Note: PJ : parties jouées, V : victoires, VP: victoires en prolongation, VF: victoires en fusillade, D : défaites, N : matchs nuls, DP : défaite en prolongation, DTF : défaite en fusillade, Pts : Points, BP : buts pour, BC : buts contre.
| Saison    | PJ | V  | VP | VTF | DP | DTF | D  | BP  | BC  | Pts | Classement | Séries éliminatoires |
| --------- | -- | -- | -- | --- | -- | --- | -- | --- | --- | --- | ---------- | -------------------- |
| 2011-2012 | 54 | 13 | 0  | 3   | 5  | 4   | 29 | 125 | 162 | 54  | 21e/23     | Non qualifié         |